# Moses Wright
Moses Anthony Wright, né le 23 décembre 1998 à Raleigh en Caroline du Nord, est un joueur américain de basket-ball. Il mesure 2,03 m et évolue au poste de pivot.

## Biographie

### Carrière professionnelle
Il signe, fin février 2022, un contrat two-way avec les Mavericks de Dallas.

## Palmarès
- Champion de Grèce en 2025

## Statistiques

### Universitaires
| Saison    | Équipe       | Matchs | Titul. | Min./m | % Tir | % 3pts | % LF  | Rbds/m. | Pass/m. | Int/m. | Ctr/m. | Pts/m. |
| --------- | ------------ | ------ | ------ | ------ | ----- | ------ | ----- | ------- | ------- | ------ | ------ | ------ |
| 2017-2018 | Georgia Tech | 25     | 10     | 16,6   | 0,307 | 0,065  | 0,543 | 3,4     | 0,7     | 0,6    | 0,5    | 3,6    |
| 2018-2019 | Georgia Tech | 30     | 21     | 18,5   | 0,470 | 0,208  | 0,489 | 3,7     | 0,8     | 0,4    | 0,6    | 6,7    |
| 2019-2020 | Georgia Tech | 31     | 31     | 30,4   | 0,530 | 0,241  | 0,617 | 7,0     | 0,9     | 0,6    | 1,1    | 13,0   |
| 2020-2021 | Georgia Tech | 25     | 25     | 35,3   | ,532  | ,414   | ,658  | 8,0     | 2,3     | 1,5    | 1,6    | 17,4   |
| Carrière  | Carrière     | 111    | 87     | 25,2   | 0,492 | 0,230  | 0,604 | 5,5     | 1,1     | 0,8    | 1,0    | 10,2   |